# Liste der denkmalgeschützten Objekte in Dalaas
Die Liste der denkmalgeschützten Objekte in Dalaas enthält die 16 denkmalgeschützten, unbeweglichen Objekte der Gemeinde Dalaas im Bezirk Bludenz.

## Denkmäler
| Foto |                 | Denkmal                                                                                            | Standort                                    | Beschreibung | Metadaten |
| ---- | --------------- | -------------------------------------------------------------------------------------------------- | ------------------------------------------- | --- | --- |
| ja   | Datei hochladen | Flur-/Wegkapelle, hl. Martin HERIS-ID: 74766 Objekt-ID: 88202                                      | Außerwald Standort KG: Dalaas               | | BDA-Hist.: Q38136703 Status: § 2a Stand der BDA-Liste: 2025-06-30 Name: Flur-/Wegkapelle, hl. Martin GstNr.: .308                                                                          |
| ja   | Datei hochladen | Pfarrhof HERIS-ID: 74748 Objekt-ID: 88184                                                          | Bahnhofstraße 159 Standort KG: Dalaas       | Der Pfarrhof in Dalaas wurde um 1620 errichtet. Sein villenähnliches Erscheinungsbild erhielt er durch eine Renovierung im späten 19. Jahrhundert. | BDA-Hist.: Q38136619 Status: § 2a Stand der BDA-Liste: 2025-06-30 Name: Pfarrhof GstNr.: .220                                                                                              |
| BW   | Datei hochladen | Kapelle zur Schmerzhaften Muttergottes in Kaiser HERIS-ID: 56347seit 2022                          | bei Kaiser 111 Standort KG: Dalaas          | Die Kapelle zur Schmerzhaften Muttergottes wurde von Lorenz Fritz gestiftet. Sie hat einen rechteckigen Grundriss, ein Satteldach und einen flachgedeckten Betraum. Der neugotische Altaraufbau steht unter einem flachen Tonnengewölbe und ist mit Figuren der Maria mit Kind und zweier Engel ausgestattet. | BDA-Hist.: Q112971436 Status: Bescheid Stand der BDA-Liste: 2025-06-30 Name: Kapelle zur Schmerzhaften Muttergottes in Kaiser GstNr.: 1191/1                                               |
| ja   | Datei hochladen | Einsiedelei, Bruderhüsle, Ruine Eckhartsklause HERIS-ID: 74761 Objekt-ID: 88197                    | Kristbergsattel Standort KG: Dalaas         | Unterhalb vom Kristbergsattel sind auf der Dalaaser Seite geringe Reste einer Eremitage erhalten. Diese wurde zusammen mit einer Kapelle im späten 15. Jahrhundert von einem Waldbruder namens Joss (Jodok) Erhard, der nach dem Vorbild des schweizerischen Einsiedlers Niklaus von Flüe gelebt haben dürfte, an dem damaligen Verbindungsweg vom Kristberg ins Klostertal errichtet. Im 16. Jahrhundert unterstand die Kapelle der Pfarre Silbertal und deren Kaplan war verpflichtet, jede Woche eine Messe zu lesen. Im Laufe der Zeit gerieten die Kapelle und die Einsiedelei in Vergessenheit, und damit auch das Andenken an ihren Gründer. Im 19. Jahrhundert wurde sein Testament aus dem Jahr 1495 wiederentdeckt, woraufhin der Pfarrherr aus Silbertal zu seinem Andenken eine Waldkapelle errichten ließ, das sogenannte Bruderhüsle. | BDA-Hist.: Q38136667 Status: § 2a Stand der BDA-Liste: 2025-06-30 Name: Einsiedelei, Bruderhüsle, Ruine Eckhartsklause GstNr.: 2118/1                                                      |
| ja   | Datei hochladen | Bauernhof, Heimatmuseum, Klostertalmuseum HERIS-ID: 74768 Objekt-ID: 88204                         | Obere Gasse 11 Standort KG: Dalaas          | Das Klostertal-Museum in Wald am Arlberg ist im ehemaligen „Thöny-Hof“ untergebracht. Die Geschichte des Anwesens und seiner Besitzerfamilien Wachter, Schuler und Thöny ist quellenmäßig bis zur Erbauung des Hofes um die Mitte des 17. Jahrhunderts belegt. Im Jahr 1959 wurde die Bewirtschaftung eingestellt und seit damals stand das Anwesen mehr oder weniger leer. | BDA-Hist.: Q1776496 Status: Bescheid Stand der BDA-Liste: 2025-06-30 Name: Bauernhof, Heimatmuseum, Klostertalmuseum GstNr.: .315/1 Klostertal-Museum                                      |
| ja   | Datei hochladen | Bauernhof (Anlage) HERIS-ID: 74753 Objekt-ID: 88189                                                | Obere Gasse 12 Standort KG: Dalaas          | Im Ortsteil Wald am Arlberg steht ein 1578 errichtetes Bergbauernaus, das sein heutiges Aussehen im 19. Jahrhundert erhielt. Nach seinen früheren Besitzern, einer Familie Türk, ist es lokal als „Türka Hus“ bekannt. Zu den besonderen Merkmalen zählen das Kellergewölbe sowie eine getäfelte Stube mit kunstvoller Decke und altem Kachelofen. Der ehemalige Wirtschaftstrakt stammt aus dem Jahr 1780. In jüngerer Zeit wurde der Hof für eine Nutzung als Ferien- und Seminarhaus adaptiert. | BDA-Hist.: Q38136632 Status: § 2a Stand der BDA-Liste: 2025-06-30 Name: Bauernhof (Anlage) GstNr.: .320                                                                                    |
| BW   | Datei hochladen | Ruine am Schlossbühel HERIS-ID: 74762 Objekt-ID: 88198seit 2016                                    | nördlich Obere Gasse 14 Standort KG: Dalaas | Über die kleine Burg bei Dalaas, lokal als „Bürgle“ bezeichnet, sind keine zeitgenössischen Aufzeichnungen überliefert. Sie wird auf das 13. Jahrhundert datiert und den Grafen von Werdenberg zugeordnet, allerdings sind beide Annahmen mit Unsicherheiten behaftet. Von der länglichen Anlage sind lediglich niedrige Reste der östlichen Ringmauer erhalten geblieben. | BDA-Hist.: Q38136675 Status: Bescheid Stand der BDA-Liste: 2025-06-30 Name: Ruine am Schlossbühel GstNr.: 1574/1, 1576/1, 1561/1, 1565                                                     |
| ja   | Datei hochladen | Bauernhaus HERIS-ID: 74771 Objekt-ID: 88207                                                        | Obere Gasse 30 Standort KG: Dalaas          | Das breitgelagerte, in Blockbau gezimmerte Bauernhaus unter flachem Satteldach weist eine giebelseitige Mantelmauer auf. | BDA-Hist.: Q38136730 Status: Bescheid Stand der BDA-Liste: 2025-06-30 Name: Bauernhaus GstNr.: .327                                                                                        |
| ja   | Datei hochladen | Flur-/Wegkapelle, hl. Sebastian HERIS-ID: 74772 Objekt-ID: 88208                                   | bei Obere Gasse 72 Standort KG: Dalaas      | Die Kapelle wurde 1935 anstelle eines Vorgängerbaus aus dem 17. Jahrhundert errichtet. | BDA-Hist.: Q38136744 Status: § 2a Stand der BDA-Liste: 2025-06-30 Name: Flur-/Wegkapelle, hl. Sebastian GstNr.: 1968/1                                                                     |
| ja   | Datei hochladen | Kapelle Mariahilf HERIS-ID: 74773 Objekt-ID: 88209                                                 | bei Obere Gasse 83 Standort KG: Dalaas      | Die rechteckige Kapelle mit Glockentürmchen steht am Weg zum Bahnhof und wurde im Jahr 1977 renoviert. Das Gemälde am neuromanischen Altar ist mit 1886 bezeichnet. | BDA-Hist.: Q38136760 Status: § 2a Stand der BDA-Liste: 2025-06-30 Name: Kapelle Mariahilf GstNr.: .399 Kapelle Mariahilf, Dalaas                                                           |
| ja   | Datei hochladen | Kapelle hl. Maria in Sonnenhalb HERIS-ID: 74764seit 2022                                           | östlich Sonnenhalb 138 Standort KG: Dalaas  | Die auf die hl. Maria geweiht Kapelle hat einen rechteckigen Grundriss, ein Satteldach mit Glockendachreiter und an den Seitenwänden Rundfenster. Der getäfelte Betraum ist kreuzgratgewölbt. Zur Ausstattung zählen unter anderem ein neuromanischer Altaraufbau mit Kreuzigungsgruppe (spätes 19. Jahrhundert), Gipsfiguren vom Typ Herz Jesu und Maria Immaculata aus dem 20. Jahrhundert sowie ein Gemälde der Rosenkranzmadonna. | BDA-Hist.: Q112971459 Status: Bescheid Stand der BDA-Liste: 2025-06-30 Name: Kapelle hl. Maria in Sonnenhalb GstNr.: 1056/3                                                                |
| ja   | Datei hochladen | Kath. Pfarrkirche hl. Mutter Anna in Außerwald mit ehem. Friedhof HERIS-ID: 74770 Objekt-ID: 88206 | Wald am Arlberg 366 Standort KG: Dalaas     | 1728 wurde eine Annenkapelle erbaut. Die Filiale von Dalaas wurde 1737 Expositur und 1941 zur Pfarrkirche erhoben. 1930/1931 erfolge nach den Plänen des Architekten Willibald Braun der Neubau der 1932 geweihten Kirche. | BDA-Hist.: Q23541624 Status: § 2a Stand der BDA-Liste: 2025-06-30 Name: Kath. Pfarrkirche hl. Mutter Anna in Außerwald mit ehem. Friedhof GstNr.: .366, 1559/3 Pfarrkirche Wald am Arlberg |
| BW   | Datei hochladen | Bauernhof (Anlage) HERIS-ID: 74760 Objekt-ID: 88196seit 2014                                       | Winkel 20 Standort KG: Dalaas               | | BDA-Hist.: Q38136659 Status: Bescheid Stand der BDA-Liste: 2025-06-30 Name: Bauernhof (Anlage) GstNr.: .91                                                                                 |
| ja   | Datei hochladen | Wallfahrtskirche Hl. Kreuz HERIS-ID: 74756 Objekt-ID: 88192                                        | Standort KG: Dalaas                         | Die Kapelle mit eingezogenem Chor und Zwiebelturm wurde im Jahr 1748 anstelle einer Feldkapelle aus dem 15. Jahrhundert neu erbaut. Ein zweiter Zwiebelturm wurde 1902 über der Sakristei errichtet. Der Hochaltar, die beiden Seitenaltäre und etliche Figuren im Innenraum stammen aus der Zeit um 1750. | BDA-Hist.: Q38136645 Status: § 2a Stand der BDA-Liste: 2025-06-30 Name: Wallfahrtskirche Hl. Kreuz GstNr.: .23 Kirche hl. Kreuz, Dalaas                                                    |
| ja   | Datei hochladen | Kath. Pfarrkirche hl. Oswald und Friedhof HERIS-ID: 74740 Objekt-ID: 88176                         | Standort KG: Dalaas                         | Die Kirche steht am Nordhang über dem Talboden und ist von einem Friedhof umgeben. Das barocke Langhaus und der eingezogene gotischer Chor haben ein gemeinsames Satteldach. Die Westfront und der Südturm haben niedrige Vorzeichen. | BDA-Hist.: Q23541621 Status: § 2a Stand der BDA-Liste: 2025-06-30 Name: Kath. Pfarrkirche hl. Oswald und Friedhof GstNr.: .223, 953 Pfarrkirche hl. Oswald und Friedhof, Dalaas            |
| BW   | Datei hochladen | Pingenfeld Kristbergsattel HERIS-ID: 113106 Objekt-ID: 131339seit 2019                             | Standort KG: Dalaas                         | Im Pingenfeld sind große rund Halden, oft Reste von Prospektionsschächten des hochmittelalterlichen Bergbaus, erkennbar. Das Pingenfeld erstreckt sich über die Gemeinden Dalaas und Silbertal. | BDA-Hist.: Q105646925 Status: Bescheid Stand der BDA-Liste: 2025-06-30 Name: Pingenfeld Kristbergsattel GstNr.: 2118/1                                                                     |